# Liste der honduranischen Botschafter in Nicaragua
| Ernannt / Akkreditiert | Name                           | Bemerkung | in der Regierung von          | akkreditiert bei der Regierung von | Posten verlassen |
| ---------------------- | ------------------------------ | --- | ----------------------------- | ---------------------------------- | ---------------- |
| 1928                   | Ricardo Diego Alduvín Lozano   | | Miguel Paz Barahona           | Emiliano Chamorro Vargas           | 1929             |
| Apr. 1937              | Julián López Pineda            | | Tiburcio Carías Andino        | Anastasio Somoza García            | 1941             |
| 2. Juli 1941           | Marco Antonio Batres           | 1950: Vertreter der honduranischen Regierung bei den Vereinten Nationen in New York City, 1952 Wirtschaftsminister                                  | Tiburcio Carías Andino        | Benjamín Lacayo Sacasa             | 1949             |
| 1949                   | Virgilio Roberto Gálvez Madrid | | Juan Manuel Gálvez Durón      | Benjamín Lacayo Sacasa             |                  |
| 1950                   | Juan A. Mejía                  | | Juan Manuel Gálvez Durón      | Anastasio Somoza García            |                  |
| 1957                   | Leonidas Pineda                | General, Verteidigungsminister von Honduras | José Ramón Villeda Morales    | Luis Somoza Debayle                |                  |
|                        | Ricardo Pineda Milla           | | Oswaldo López Arellano        | René Schick Gutiérrez              | 1963             |
| 1969                   | Carlos López Contreras         | | Oswaldo López Arellano        | Luis Somoza Debayle                |                  |
| 1981                   | José Roberto Martínez Ordoñez  | 8. Okt. 1971–1977: Vertreter der honduranischen Regierung bei den Vereinten Nationen in New York City 1994: Botschafter in Santiago de Chile, 1983. | Policarpio Juan Paz García    | Daniel Ortega                      | 1982             |
| 1983                   | Héctor Alfonso Pineda López    | (* 1916 in Santa Rosa de Copán; † Juni 1984 in Managua).                                                                                            | Roberto Suazo Córdova         | Daniel Ortega                      | Juni 1984        |
| 19. Juli 1984          | Isidoro Tapia                  | (* 1929) Oberst im Ruhestand | Roberto Suazo Córdova         | Daniel Ortega                      |                  |
| 2. Juni 1986           | Rigoberto Regalado             | Oberst | José Simón Azcona del Hoyo    | Daniel Ortega                      |                  |
| 21. Aug. 1987          | Efrain González Muñoz          | vorher Befehlshaber der Luftwaffe | José Simón Azcona del Hoyo    | Daniel Ortega                      | 1989             |
| 1989                   | Mario Maldonado                | oberst Rechtsanwalt Notar | José Simón Azcona del Hoyo    | Daniel Ortega                      |                  |
| 3. Apr. 1995           | Carlos Orbin Montoya           | 1987–1989: Vorsitzender des Nationalkongress | Carlos Roberto Reina          | Violeta Barrios de Chamorro        | Jan. 2001        |
| Jan. 2001              | César Alberto González         | César González Ramírez (* 16. April 1952 in La Ceiba und Santo Tomás)                                                                               | Carlos Roberto Flores Facussé | Arnoldo Alemán                     | 31. Dez. 2004    |
| 23. Feb. 2005          | Jorge Milla Reyes              | [ 3 ] | Ricardo Maduro                | Enrique Bolaños Geyer              | 9. Sep. 2008     |
| 12. Juli 2008          | Victoria Rodas                 | Geschäftsträgerin | Manuel Zelaya                 |                                    |                  |
| 19. Sep. 2011          | Ledin Orlando Torres           | [ 5 ] | Porfirio Lobo Sosa            |                                    |                  |